# 恩斯特·加贝尔
恩斯特·加贝尔（德語：Ernst Gaber，1907年6月6日—1975年8月13日），德国男子赛艇运动员。他曾代表德国参加1928年、1932年和1936年夏季奥林匹克运动会赛艇比赛，获得一枚金牌和一枚银牌。